# Hyposoter ventralis
Hyposoter ventralis là một loài tò vò trong họ Ichneumonidae.